# François Mujica Serelle
François Mujica Serelle fue un abogado y dirigente deportivo peruano. Fue presidente del club Sporting Cristal entre 2005 y 2010.
Nació en Francia el 3 de febrero de 1940, hijo del político Nicanor Mujica Álvarez Calderón y su primera esposa Berengere Serelle Gautier. De regreso al Perú, siguió estudios superiores en la facultad de derecho de la Universidad Nacional Mayor de San Marcos. Durante 45 años, desde 1963 hasta el 2008, trabajó en la Corporación Backus llegando a ocupar los cargos de responsable de la oficina de asesoría legal, director y vicepresidente del directorio, presidente del comité de ética y de buen gobierno corporativo y miembro del comité interno de cumplimiento del código de comunicación comercial de la corporación.
A partir del 2005, luego de que el club pasara de ser una asociación civil a una sociedad anónima, fue designado por el directorio de la Corporación Backus para ocupar el cargo de presidente del club Sporting Cristal, institución deportiva que en esos años formaba parte de la corporación. Ocupó ese cargo hasta el año 2010 y, durante su gestión, se logró el título del campeonato 2005 pero también se jugó la peor temporada de la historia del club el año 2007 cuando casi se pierde la categoría.
Fuera del ámbito de la Corporación Backus, fue presidente del directorio de la empresa AeroPerú entre 1985 y 1988, ocupó cargos directivos en el Colegio de Abogados de Lima y vicepresidente de la Alianza Francesa de Lima. Entre el 2008 y
el 2012 fue vocal de la sala especializada en protección al consumidor del tribunal de INDECOPI
Falleció en la ciudad de Lima el 10 de agosto del 2019.